# محمدعلی مقنیان
محمدعلی مقنیان (زادهٔ ۱۳۳۴ در بیجار) نمایندهٔ حوزهٔ انتخابیهٔ بیجارگروس  در دورهٔ هفتم مجلس شورای اسلامی بوده‌است. وی پیش‌تر در دورهٔ چهارم نیز عضو این مجلس بود.